# Die Informanten
Die Informanten ist eine Sammlung von Kurzgeschichten des amerikanischen Autors Bret Easton Ellis, die durch dieselbe Kontinuität verbunden sind. Die Sammlung wurde erstmals 1994 als Ganzes veröffentlicht. Die Kapitel 6 und 7, „Water from the Sun“ und „Discovering Japan“, wurden 2007 separat im Vereinigten Königreich von Picador veröffentlicht. Die Geschichten weisen ähnliche Merkmale auf wie Ellis’ Roman Less than Zero, The Rules of Attraction und, in geringerem Maße, American Psycho. Wie viele von Ellis’ Romanen spielen die Geschichten überwiegend in Kalifornien.

## Handlung

### 1 Bruce ruft vom Mulholland Drive an
Ein namenloser Protagonist erhält einen Anruf von Bruce, der ihm von seinem Liebesleben erzählt (einschließlich sexueller Begegnungen mit Lauren, der Freundin seines Mitbewohners). Bruce zieht aus seiner Wohnung aus und bei Reynolds ein. Der Protagonist erinnert sich an den vorangegangenen Sommer, als er Bruce bei einem Workshop kennenlernte. Nach dem Anruf trifft er sich mit Reynolds zum Abendessen. Obwohl Reynolds sich mit ihm unterhält, kann der Protagonist nur an Bruce und Lauren denken.

### 2 Am Ruhepunkt
Tim (der Erzähler) und seine Freunde Raymond, Dirk und Graham treffen sich in einem Restaurant. Raymond erinnert sich, dass der Tod von Jamie, einem gemeinsamen Bekannten, bereits ein Jahr zurückliegt. Dirk bricht zusammen und erinnert sich in allen Einzelheiten an Jamies Tod. Raymond zieht sich ins Badezimmer zurück, um zu weinen, und Tim geht zu ihm, um ihn zu trösten. Obwohl Tim dem Leser erzählt, dass Jamie Raymond nie mochte, sagt er Raymond, dass Jamie ihn als guten Freund betrachtete. Tim bemerkt Ungereimtheiten in Dirks Geschichte; obwohl im Bericht des Gerichtsmediziners steht, dass Jamie bei dem Unfall sofort starb, behauptet Dirk, er habe zugesehen, wie Jamie langsam verblutete. Dirk weist Tims Hinweis auf die Ungereimtheiten zurück.

### 3 Es geht aufwärts
Die Ex-Frau von William (die Erzählerin) ist die Mutter von Graham und Susan. In einem Traum wird sie von Martin, ihrem viel jüngeren Liebhaber, aus dem Fenster gestoßen. Als sie aufwacht, irrt sie wie betäubt umher; wenn sie versucht, sich mit Graham und Susan zu unterhalten, ignorieren diese sie oder wechseln das Thema. Sie isst mit Martin zu Mittag, geht in seine Wohnung, hat Sex mit ihm und schenkt ihm einen Tropenhelm. Die Erzählerin sitzt am Pool und beobachtet den Poolreiniger, der zwei tote Ratten findet und mit ihr zu reden beginnt. Während des Mittagessens mit Freunden träumt sie von dem Poolboy. Nach dem Gespräch mit Susan träumt sie von ertrinkenden Ratten und Pooljungen, wacht auf, nimmt mehr Valium und ruft Martin an. Sie isst mit ihrem Sohn und ihrer Tochter zu Mittag, erhält einen Anruf von ihrer Mutter und erinnert sich an ein Weihnachtsfest in ihrer Kindheit. Die Erzählerin geht zu ihrem Psychiater, um ihre Rezepte zu erneuern, und folgt Graham, um zu sehen, wie er Drogen kauft. Dann spricht sie mit Martin und leiht ihm Geld. Die Erzählerin streitet sich mit William, bevor sie zu einer Party gehen, und sie überlegt, ob sie Williams Insulinspritze mit Luft füllen soll.

### 4 Auf den Inseln
Erzähler Les Price, der Vater von Tim (Price, aus „Am stillen Örtchen“), telefoniert in seinem Büro mit einem Mann namens Lynch und sieht Tim und Graham in der Schlange vor einem Kino. Er beginnt zu bemerken, dass die beiden Freunde eine körperliche Beziehung haben könnten. Les erhält einen Anruf von Elena, seiner Ex-Frau, die ihm mitteilt, dass Tim nicht mit ihm nach Mauna Kea fahren will. Les holt Tim am nächsten Tag mit seiner Limousine ab, und nachdem er vergeblich versucht hat, mit ihm zu reden, fahren sie zum Flughafen. Sie kommen auf Hawaii an und essen im Restaurant Mauna Kea; Les versucht erneut erfolglos, mit Tim zu sprechen. Nach dem Essen treffen sie an der Bar zwei Frauen aus Chicago. Les versucht erfolglos, die Frauen abzuschleppen, und Tim verlässt verärgert das Lokal. Später gehen sie an den Strand und Tim lernt Rachel kennen, ein Mädchen in seinem Alter. Die drei essen zusammen zu Abend; Les versucht, Rachel abzuschleppen, und Tim geht wieder. Les findet ihn in ihrem Zimmer, wo er Marihuana raucht, und entschuldigt sich unter Tränen vergeblich. Er trifft Rachel wieder und spricht mit ihr über Mantarochen und Tim. Tim und Les sitzen dann am Strand und schauen auf den Ozean.

### 5 Im Zug
Die Erzählerin Susan, Grahams Schwester und Williams Tochter, fährt mit dem Zug nach Los Angeles zur Hochzeit ihres Vaters. Sie erinnert sich daran, wie William sie fragte, ob sie mit seiner Heirat mit Cheryl einverstanden sei, und wie er zugab, dass er ihrer Mutter nie von der Heirat erzählt hatte und ihre Scheidung nie vollzogen wurde. Obwohl Susan das meiste, was sie weiß, von Graham erfährt, verbringt sie einen Sommer lang Zeit mit Cheryl. William nimmt an, dass sie Cheryl mag, aber sie sagt Graham, dass sie die Heirat missbilligt. Susan ruft ihre Mutter an und erfährt, dass sie nun von der Hochzeit weiß. Sie verlässt Los Angeles mit dem Zug und kehrt offenbar zum Camden College zurück.

### 6 Wasser von der Sonne
Cheryl Laine ist eine Nachrichtensprecherin mit einem komplizierten Liebesleben. Sie hat William geheiratet, aber er hat sie wegen einer Frau namens Linda verlassen. Wie Williams andere Ex-Frau (Grahams Mutter) schläft Cheryl mit viel jüngeren Männern, die sie für Essen und Unterkunft benutzen. Sie erinnert Danny (ihren Freund) daran, ihre Nachrichtensendungen aufzunehmen, weil er sie nur selten sieht, und Danny erzählt ihr, dass Ricky – Dannys Freund, Biffs Freund – ermordet wurde. Obwohl Danny sagt, dass er sich Sorgen macht, scheinen beide gleichgültig zu sein. William versucht, sich mit Cheryl zu versöhnen, die ihm sagt, dass sie mit Danny glücklicher ist (trotz ihrer Bedenken, dass er sich mehr zu Biff als zu ihr hingezogen fühlt). Danny trennt sich abrupt von ihr und hinterlässt in ihrer Wohnung eine Nachricht, in der er ihr vorschlägt, sich mit Biff zu treffen.

### 7 Japan entdecken
Der ausgebrannte Rockstar Bryan Metro (der Vater von Martins Freundin und der Ex-Mann der Freundin von Grahams Mutter) reist im Rahmen einer Welttournee nach Japan. Er verprügelt Groupies, vergewaltigt Hotelzimmermädchen, hat Sex mit minderjährigen Mädchen und begeht unter Drogeneinfluss Selbstverstümmelungen. Im Drogen- und Alkoholrausch versucht Bryan, seine Zukunft mit seinem versierten, weltmüden Agenten zu verhandeln, der ihn mit den aufstrebenden English Prices zusammenbringen will. Er wehrt sich dagegen, zu selbstverliebt, um sich darum zu kümmern. Bryan versucht erfolglos, sich mit seiner Ex-Frau und seinem Sohn zu versöhnen, und grübelt über den Selbstmord eines ehemaligen Bandmitglieds nach – ein Ereignis, das in einem viel beachteten Dokumentarfilm über die Auflösung der Band ausgelassen wurde. Er beendet die Tournee (nach einer katastrophalen Show, bei der er den Text seiner Lieder vergisst) und bereitet sich auf die Rückkehr in die USA vor.

### 8 Briefe aus L.A.
Die Briefe von Anne (einer 20-jährigen Studentin am Camden College, die eine Auszeit bei ihren Großeltern nimmt) an Sean werden von September bis Januar geschrieben und werden immer seltener. Anne macht körperliche, geistige und emotionale Veränderungen durch, während sie der distanzierten, moralisch hohlen Mentalität von Los Angeles ausgesetzt ist und sich von einer blassen, brünetten, sensiblen Studentin zu einem blonden, braungebrannten, faden Aerobic-Junkie entwickelt. Sie schildert ihre Freundschaft mit dem 30-jährigen Randy, verbringt viel Zeit in seinem Haus und beschreibt ihn als eine Art besten Freund, scheint aber nicht betroffen zu sein, als er möglicherweise ermordet wird.

### 9 Noch eine Grauzone
Graham lebt in einer Wohnung mit seiner Freundin Christie und Randy und Martin, zwei anderen Jungen; Martin hat Affären mit Graham und seiner Mutter. Obwohl Graham glaubt, dass Christie und Martin auch Sex haben, ist ihm das egal. Graham besucht Martin in einem Gebäude, in dem Martin ein Musikvideo für die English Prices dreht, mit deren bekifftem Leadsänger man nur schwer zusammenarbeiten kann. Er isst mit Christie zu Mittag, die ihm erzählt, dass ein gemeinsamer Freund in Mexiko schwer verstümmelt und blutleer aufgefunden wurde. Sie streiten über ihre Beziehung und kommen zu dem Schluss, dass es keinem von ihnen etwas ausmacht, wenn der andere mit anderen Menschen Sex hat. Als Graham eines Morgens die Treppe hinuntergeht, entdeckt er, dass auf der anderen Straßenseite eine Geiselnahme stattfindet, in die mehrere Polizisten verwickelt sind. Er schaut sich das Ganze abschätzig mit dem Portier an, der sich mit Martin bekannt machen will, damit er in Musikvideos mitspielen kann. Graham geht wieder nach oben, ohne sich um den Ausgang der Geiselnahme zu kümmern. Später erfährt er, dass sein Vater bei einem Flugzeugabsturz ums Leben gekommen ist, und fährt nach Las Vegas, um die Leiche zu sehen und die Unfallstelle zu besuchen. Graham verspielt das meiste seines Geldes in Casinos und verliert den Großteil der Asche seines Vaters, nachdem er sie bei einem Blackjack-Spiel verwettet hat.

### 10 Die Geheimnisse des Sommers
Jamie, dessen Tod in „Am Ruhepunkt“ beschrieben wird, ist ein sexistischer, rassistischer junger Playboy, der Witze über Äthiopier macht. Er ist (oder glaubt zu sein) ein Vampir, der in einem Sarg mit Kabelfernsehen schläft und sich von rohem Filet Mignon und dem Blut von Teenagermädchen beim Sex ernährt. Er gehört zu einem Geheimbund von anderen „Vampiren“ (darunter die Prominente Miranda und sein Freund Dirk), der seine Opfer tötet, anstatt ihr Blut zu trinken. Als er Dirk besucht, entdeckt Jamie verstümmelte Körperteile, die darauf hindeuten, dass er ein Serienmörder ist, der für eine Reihe von Todesfällen verantwortlich ist. Sie erinnern sich an Roderick, der zur gleichen Zeit verschwand, als man einen Haufen Asche auf dem Grund seines Pools neben einem Holzpflock und etwas Knoblauchpulver fand. Als Jamie das nächste Mal ein Mädchen abschleppt, durchschaut sie seinen Rassismus und Lebensstil und er ermordet sie. Jamie besucht Dr. Nova, sein Psychiater, um mehr Darvocet zu bekommen. Er verspottet Nova, indem er behauptet, für den Tod seines Vaters verantwortlich zu sein. Die Ärztin tut die Geschichte gelassen als eine ab, die Jamie schon einmal erzählt hat, was Zweifel an seiner Zuverlässigkeit als Erzähler aufkommen lässt. Jamie droht, Novas Tochter zu töten, um ihn zu zwingen, das Rezept auszustellen, und behauptet, einer der biblischen Legion zu sein.

### 11 Das fünfte Rad
Der Autowäscher Tommy erhält einen Anruf von Peter, einem alten Bekannten, der bei ihm wohnen möchte, während er die Stadt besucht. Peter taucht mit seiner Freundin Mary auf, einer Heroinsüchtigen, die auf einer Matratze auf dem Boden von Tommys Zimmer schläft. Der krankhaft fettleibige Peter isst den ganzen Tag und schaut Zeichentrickfilme, während Mary sich im Schlafzimmer einen Schuss setzt. Als Tommy eines Nachmittags nach Hause kommt, findet er einen zehnjährigen Jungen gefesselt in der Badewanne. Peter erklärt ihm, dass er Spin, einem Drogendealer, Geld schuldet und der Junge (der aus einem Einkaufszentrum entführt wurde) Teil eines Plans ist, um die Schulden zu begleichen. Tommy protestiert, woraufhin Peter ihn angreift. Er wird zu apathisch, um einzugreifen, und ergreift extreme Maßnahmen, um das Bad zu vermeiden. Die Zeit vergeht, und Peter verlangt kein Lösegeld von den Eltern des Jungen (den er vergewaltigt). Eines Nachts versucht Tommy, mit Mary Sex zu haben. Sie erzählt ihm, dass Peter das letzte Mal, als sie in einer ähnlichen Situation waren, seinem Gastgeber ins Auge geschossen und ihn kastriert hat. Tommy lässt nicht locker, aber Mary wird ohnmächtig. Als Spin auftaucht und Tommy bedroht, beschließt Peter, nach Las Vegas zu fliehen und bittet Tommy, ihn zu begleiten. Bevor sie gehen, fordert er Tommy auf, den Jungen zu töten. Tommy lehnt zunächst ab, ersticht den Jungen aber schließlich. Das Trio flieht in die Wüste, und Peter erinnert Tommy daran, dass der Tod des Jungen an seinen Händen (und nicht an denen von Peter) liegt.

### 12 Am Strand
Der Erzähler verbringt seine Tage mit seiner sterbenden Freundin, die die Zeit, die ihr noch bleibt, am Strand des Hauses ihrer Mutter in Malibu verbringen möchte. Er meditiert über den sich rapide verschlechternden Zustand des Mädchens, der zum ersten Mal bei ihrem Abschlussball auftrat (bei dem er high war). Mit dabei sind Mona, die beste Freundin des Mädchens, und eine Reihe junger Männer, die Mona mit nach Hause bringt. Griffin, der letzte, trinkt das ganze Bier des Erzählers. Der Erzähler hat Sex mit Mona und erzählt ihr von seiner Ambivalenz gegenüber seiner Freundin und seinem Entschluss, sie am nächsten Tag zu verlassen; ihr bevorstehender Tod ist eine erschreckende Erinnerung an seine eigene Sterblichkeit. Er besucht seine Freundin ein letztes Mal, als sie schwach am Strand liegt, den Sonnenuntergang betrachtet und lustlos darum bettelt, an ihrer Bräune arbeiten zu dürfen. Dann geht der Erzähler leise davon.

### 13 Mit Bruce im Zoo
Die Erzählerin verbringt einen Tag im Zoo mit Bruce, ihrem verheirateten Liebhaber, einem Fernsehautor, der sie für Geld und Sex ausnutzt, während er verspricht, seine Frau zu verlassen. Sie sieht Parallelen zwischen den verletzten Tieren, denen sie begegnen, und ihrem Leben; ihre Versuche, Bruce zu verlassen, enden damit, dass Bruce sie anfleht, es nicht zu tun, und sie einlenkt. Als die Erzählerin Bruce damit konfrontiert, dass er seine Frau verlassen hat, erzählt er ihr eine lange Geschichte darüber, dass er ein Außerirdischer ist, der auf die Erde geschickt wurde, um die Zerstörung der Erde im 24. Beim Verlassen des Zoos denkt die Erzählerin über die Unabhängigkeit von Bruce nach, sieht aber keinen unmittelbaren Ausweg aus der Situation.